# Les Bourgeois
"Les Bourgeois" är en sång av den belgiske sångaren Jacques Brel, som första gången gavs ut 1962 på hans sjätte album med samma namn. Texten skrevs av Brel, och musiken av Jean Corti.
Textens tyngdpunkt ligger i refrängen, och den rör sig mot en och samma plats, där man återfinner samma personer vid olika åldrar. Ledmotivet ändrar riktning i takt med hur deras sociala roller utvecklar sig. 
I de två första stroferna förklarar berättaren att han och hans två kamrater – Pierre och Jojo – har för vana att provocera de borgerliga notarierna på hotellet Les Trois Faisans (De tre fasanerna). De sjunger plumpa sånger och visar sina bakdelar. I sista strofen har de tre själva blivit notarier, och klagar hos polisen på tre ungdomar som sjunger samma sång som de själva sjöng i sin ungdom.
Tommy Körberg har tolkat sången på svenska, som "Vid Molins fontän". Tolkningen presenterades 1976 som del av Hasseåtage-revyn Svea hund. I den svenska versionen har de tre stroferna byggts om, så att endast den första ser trion som unga provokatörer/demonstranter, den andra strofen med trion som besuttna och avslutningsstrofen med trion som illusionslösa pensionärer.